# Chim sẻ Anh

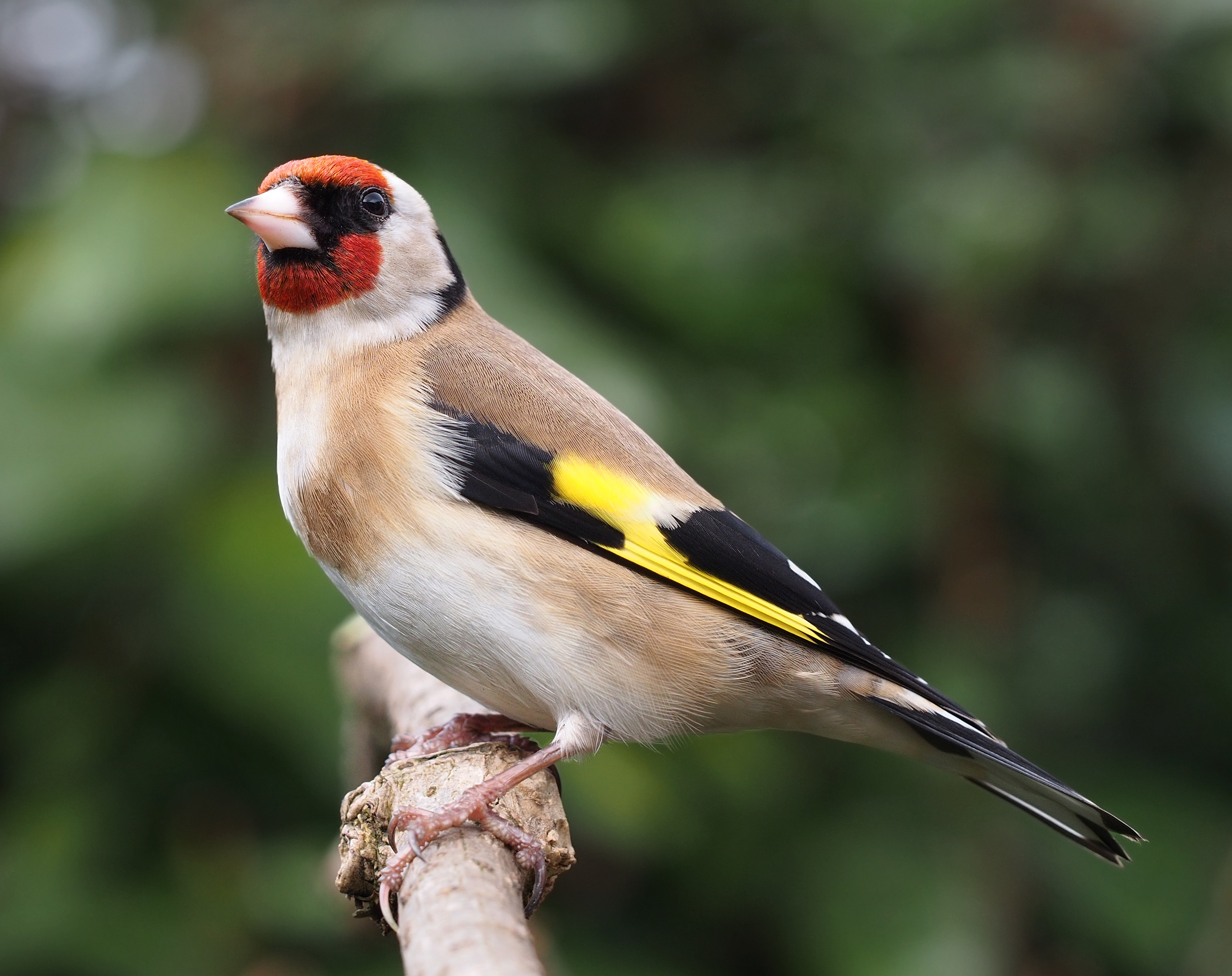
Một con chim sẻ ở Anh

Chim sẻ Anh (tiếng Anh: British finch) là các loài chim sẻ thuộc họ Sẻ thông được nuôi làm chim cảnh một cách phổ biến ở khu vực Đại Anh. Chúng hiện nay không phổ biến, nhưng đang âm thầm giữ bởi một vài nhà nuôi chim chuyên dụng.

## Lịch sử
Trong thời kỳ Victoria chim sẻ Anh là rất phổ biến như chim lồng suốt quần đảo Anh, chim hoàng yến thường bị thay thế. Do thiếu sự bảo vệ, hàng ngàn con chim bị bắt để buôn bán vật nuôi mỗi năm. Sự phổ biến của chúng được phản ánh trong các bài hát của trường âm nhạc nổi tiếng Anh: "Old Man My (Said Follow The Van)", trong đoạn, "Tôi đi đằng sau tôi vòi nước cũ chim hồng tước... wiv" đề cập đến chim hồng tước (Carduelis cannabina).

## Quy chế
Chim sẻ Anh đang gắn liền với tình trạng con chim lai, một thuật ngữ được sử dụng bởi các nhà lai tạo chim nuôi để lai của các loài chim sinh sản trong chuồng, cũng như tìm kiếm một chim kim oanh và chim hoàng yến. Hiện nay có quy định nghiêm ngặt chuông về chim sẻ Anh ở những nơi: như Anh, nhưng đang âm thầm giữ người chăm sóc cho chúng trong nhiều cách giống như chim hoàng yến. Hỗn hợp hạt giống ở Anh được gọi là British Finch & Mule là chế độ ăn cơ bản của các con chim này.
Kể từ khi Luật Động vật hoang dã và Nông thôn năm 1981 có hiệu lực thi hành trên toàn cõi Anh, việc này được coi là hoạt động bất hợp pháp khi có hành vi nắm bắt, cố gắng để nắm bắt hoặc bán bất kỳ loài chim của Anh, và chỉ có những ngoại lệ riêng tại Schedule 3 Part 1, có thể được bán nếu Chúng được đóng bao vây và Bằng chứng có thể được phối giống trong điều kiện nuôi nhốt. 

## Các loài
Chim sẻ Anh là không chỉ đề cập đến các loài sẻ trong họ sẻ thông mà ngày nay nó còn chỉ đến các loài chim hoang dã sống ở quần đảo Anh

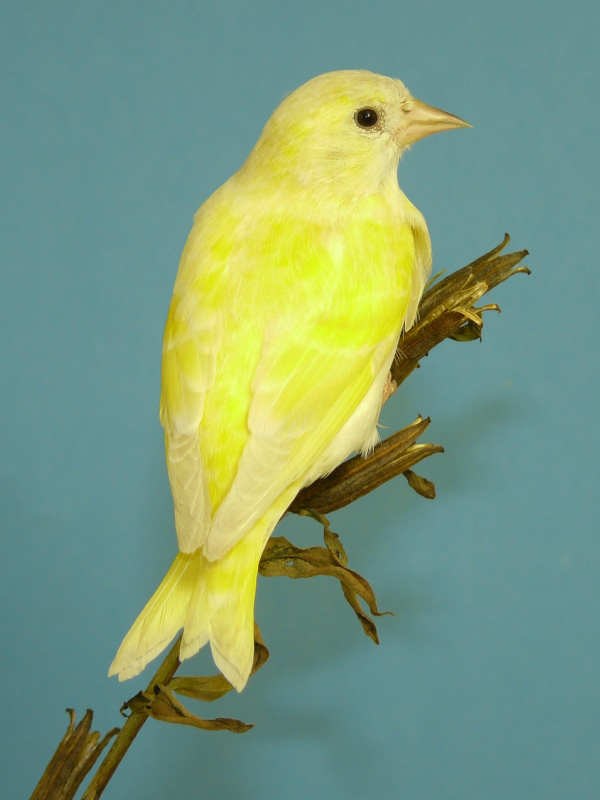
Một con chim hoàng yến

- Chi Fringilla - 
  - Fringilla coelebs
  - Fringilla montifringilla
- Chi Carduelis
  - Carduelis chloris
  - Carduelis species
  - Carduelis spinus
  - Carduelis carduelis 
  - Carduelis flavirostris
  - Carduelis cannabina
- Chi Loxia
  - Loxia species
- Chi Pyrrhula
  - Pyrrhula pyrrhula